# Jasanová (Praha)
Jasanová je úzká ulice pro pěší ve svahu v lokalitě Za Horou v katastrálním území Hloubětín na Praze 9, která spojuje ulici Za Mosty a Smrkovou. Má přibližný severojižní průběh. Severní část tvoří schody. Tato lokalita se rozvíjí od 20. let 20. století, kdy začala výstavba nouzových kolonií Za Mostem a Za Horou.
Ulice vznikla a byla pojmenována v roce 1975. Nazvána je podle jasanu (latinsky Fraxinus), opadavého listnatého stromu z čeledi olivovníkovitých. Název ulice patří do velké skupiny hloubětínských ulic pojmenovaných podle stromů a jejich plodů. Do stejné skupiny patří např. Švestková, Mandloňová nebo Jívová.
Zástavbu tvoří přízemní a jednopatrové domy se zahradou.